# Надоле (Поморське воєводство)
Надоле (пол. Nadole) — село в Польщі, у гміні Ґневіно Вейгеровського повіту Поморського воєводства.
Населення — 346 осіб (2011).

## Демографія
Демографічна структура станом на 31 березня 2011 року:
|          | Загалом | Допрацездатний вік | Працездатний вік | Постпрацездатний вік |
| -------- | ------- | ------------------ | ---------------- | -------------------- |
| Чоловіки | 173     | 43                 | 117              | 13                   |
| Жінки    | 173     | 37                 | 111              | 25                   |
| Разом    | 346     | 80                 | 228              | 38                   |